# Půta II. z Častolovic
Půta II. z Častolovic († 1403?) byl český šlechtic z rodu pánů z Častolovic. Vlastnil panství ve východních Čechách.
Byl synem Půty I. z Častolovic. Poprvé se zmiňuje společně s otcem v roce 1365. Za života otce býval zván Půtou mladším, později, pro odlišení od stejnojmenného syna, Půtou starším. V letech 1397–1402 zasedal u zemského soudu. Zemřel nejpozději v roce 1403.
Půta byl ženatý s Annou z Osvětimi († 1440–1454), dcerou osvětimského vévody Jana II. Měli jednoho syna, Půtu mladšího (III.) z Častolovic († 1434), pozdější významnou osobnost východočeských katolických sil ve válkách proti husitům.